# Otar Iosseliani
Otar Iosseliani (en géorgien ოთარ იოსელიანი), né le 2 février 1934 à Tbilissi (RSS de Géorgie, URSS) et mort le 17 décembre 2023 dans la même ville (alors en Géorgie indépendante), est un cinéaste soviétique géorgien, parfois acteur, actif de 1958 à 2015. Il est naturalisé français, et installé en France depuis 1982.
Dès le début, ses films « se distinguent déjà par la fantaisie, l'anticonformisme et une distance amusée ». Décrit comme un « disciple géorgien et pince-sans-rire de Jacques Tati »,, « [il proposait] un cinéma décalé et anticonformiste, enfant de [Tati] et de René Clair ».

## Biographie
Otar Iosseliani étudie d'abord le piano à l'école de musique de Tbilissi d'où il sort diplômé de piano, de composition et de direction d'orchestre. En 1953, il entre à l'université de Moscou pour suivre des cours de mathématiques et de mécanique ; il y reste jusqu'en 1955 et s'aperçoit que suivre ce type d'études en Union soviétique signifie être recruté par l'Armée. Pour se dégager en douceur, il s'oriente vers des études de mise en scène à l'Institut de cinéma de l'Union soviétique (VGIK). Il y réalise en 1958 son premier film, Aquarelle, qui passe à la télévision.
En 1961, il réalise Avril. Le film, interdit, ne sera vu en Union soviétique qu'à partir des années 1970.
Iosseliani devient alors pêcheur puis ouvrier métallurgiste, ce qui le ramène au cinéma deux ans plus tard, avec la réalisation de La Fonte, documentaire sur le travail d'ouvriers d'une fonderie.
En 1967 sort La Chute des feuilles. Le film est retiré de la distribution en URSS. Il passe cependant les frontières pour être présenté au festival de Cannes. 
En 1968, Vieilles Chansons géorgiennes est interdit par le comité de cinéma de Tbilissi. Pour Il était une fois un merle chanteur (1970), la distribution est limitée aux ciné-clubs mais le film passe également les frontières et arrive à Cannes en 1974 avec le réalisateur.
En 1976, Pastorale est interdit jusqu'en 1979, année où Iosseliani est nommé « Personnalité émérite des Arts de Géorgie ».
À partir de 1982, Otar Iosseliani travaille en France : il y tourne une Lettre d'un cinéaste pour l'émission de télévision Cinéma, Cinémas. En 1983, toujours pour la télévision, il réalise le documentaire Euskadi.
En 1984, il tourne un nouveau long métrage pour le cinéma, Les Favoris de la lune, qui obtient le prix spécial du jury à la Mostra de Venise,. La même année, il est désigné Artiste du Peuple de la RSS de Géorgie. L'année suivante, il tourne un documentaire pour la télévision, Un petit monastère en Toscane.
En 1989, Et la lumière fut obtient le prix spécial du jury à la Mostra de Venise,.
Nicolas Zourabichvili, compositeur français d'origine géorgienne, assure la collaboration musicale pour nombre de ses films.
Toujours à Venise, il reçoit un Pasinetti Award pour La chasse aux Papillons en 1992.
En 1994, Arte diffuse le triptyque documentaire Seule, Géorgie.
Avec Brigands, chapitre VII (1996), Iosseliani obtient son troisième prix spécial du jury à la Mostra de Venise.
En 1999, Adieu, plancher des vaches ! se voit récompenser du prix Louis-Delluc. La même année, il remporte un Nika du meilleur réalisateur (partagé avec Alekseï Balabanov) pour Brigands, chapitre VII de 1996.
En 2002 sort Lundi matin qui se voit décerner l'Ours d'argent du meilleur réalisateur au festival de Berlin.
Ses films sont également présentés à cinq reprises (dont en 2010 avec Chantrapas) à Cannes, mais jamais en compétition.
En 2013, au 66e Festival de Locarno on projette quatre films de Iosseliani ainsi qu'un portrait, Otar Iosseliani, le merle chanteur, réalisé par Julie Bertuccelli. Cette année, on remettra au réalisateur un Léopard d'or pour l'ensemble de sa carrière.
En 2015, le festival du film de Belfort - Entrevues lui consacre une rétrospective,.
Otar Iosseliani décède le 17 décembre 2023, à l'âge de 90 ans, à Tbilissi. Son décès a été annoncé par son ami, le photographe Yuri Rost. Il est enterré au cimetière de Vake à Tbilissi à côté de ses parents. Le Premier ministre géorgien, Irakli Garibachvili, dit être profondément attristé par la nouvelle de la mort de Iosseliani, le décrivant comme une « figure honorée » de l'art géorgien.

### Décoration
- 2006 :  Chevalier de la Légion d'honneur

## Filmographie

### Réalisateur

#### Courts et moyens métrages
- 1958 : Aquarelle (Akvarel)
- 1959 : Le Chant de la fleur introuvable (Sapovnela )
- 1961 : Avril (Aprili )
- 1964 : La Fonte (Tudzhi) (documentaire)
- 1969 : Vieilles Chansons géorgiennes (Dzveli qartuli simgera ) (documentaire)
- 1982 : Lettre d'un cinéaste : 7 pièces pour le cinéma noir et blanc
- 1988 : Un petit monastère en Toscane (documentaire)

#### Longs métrages
- 1966 : La Chute des feuilles (Giorgobistve)
- 1970 : Il était une fois un merle chanteur (Iko shashvi mgalobeli)
- 1975 : Pastorale (Pastorali)
- 1983 : Euskadi (documentaire)
- 1984 : Les Favoris de la lune
- 1989 : Et la lumière fut[17]
- 1992 : La Chasse aux papillons
- 1994 : Seule, Géorgie (documentaire)
- 1996 : Brigands, chapitre VII
- 1999 : Adieu, plancher des vaches ![18],[19]
- 2002 : Lundi matin Berlinale 2002 : Ours d'argent du meilleur réalisateur.
- 2006 : Jardins en automne
- 2010 : Chantrapas
- 2015 : Chant d'hiver[20],[21]

### Acteur
- 1989 : Et la lumière fut, un touriste observant aux jumelles
- 1996 : Le Fils de Gascogne, de Pascal Aubier, où il joue son propre rôle
- 1999 : Adieu, plancher des vaches !
- 2002 : Lundi matin, l'ami du père de Vincent, pianiste mégalomane
- 2006 : Jardins en automne, Arnaud, l'ami jardiner
- 2015 : Chant d'hiver, un médecin

### Radio
- Jean-Pierre Pagliano, Le bon plaisir d'Otar Iosseliani, France Culture, 13 mars 1993. Avec la participation d'Otar Ioseliani, Henri Cartier-Bresson, Pierre-André Boutang, Georges Charachidzé, Jacques Amalric, William Lubtchansky...

### Édition DVD
- L'éditeur Blaqout a réalisé début 2004 un coffret regroupant la presque totalité des films d'Otar Iosseliani.